# Linea C (metropolitana di Los Angeles)
La linea C (in inglese C Line), precedentemente nota come linea verde (in inglese Green Line), è una linea metrotranviaria della rete Los Angeles Metro Rail che prima collegava Redondo Beach con Norwalk. Dal 6 giugno 2025 collega Norwalk alla nuova stazione di LAX Metro in corrispondenza con l'aeroporto e la linea K. Essa attraversa i quartieri Westchester e South Los Angeles di Los Angeles e le città di Downey, El Segundo, Hawthorne, Lynwood e Willowbrook. È gestita dalla Los Angeles County Metropolitan Transportation Authority (LACMTA), che la indica internamente come linea 803.

## Storia
I lavori di costruzione della linea verde ebbero inizio nel 1987. Venne inaugurata il 12 agosto 1995, con un anno di ritardo e un costo di 950 milioni di dollari, tre volte la stima iniziale. Nel 2020 la linea verde fu rinominata linea C.
Il tratto occidentale fino a Redondo Beach (5,4 km) è stato trasferito alla Metro Pink Line previsto il 3 novembre 2024, mentre la Metro Green Line è stata estesa fino alla stazione Aviation/Century (1,9 km) e dal 6 giugno 2025 ad LAX Metro in corrispondenza con l'aeroporto e la linea K.

## Caratteristiche
| Unknown route-map component "uhKBHFa" |

| Unknown route-map component "uhYRD" |

| Unknown route-map component "uhBHF" |

| Unknown route-map component "uhBHF" |

| Unknown route-map component "uhBHF" |

|  | Unknown route-map component "uhABZgl+l" | Unknown route-map component "uhCONTfq" |

| Unknown route-map component "uhBHF" |

| Unknown route-map component "d" | Urban straight track + Unknown route-map component "vRP2yRP4+l" + Unknown route-map component "lhSTRe@g" | Unknown route-map component "dRP4q" |

| Unknown route-map component "dRP4q" | Unknown route-map component "RP4q" + Unknown route-map component "lvKRZvo" + Unknown route-map component "vRP2" + Urban straight track | Unknown route-map component "dRP4q" |

| Unknown route-map component "vRP2BHF" + Urban station on track |

| Unknown route-map component "dWASSERq" | Unknown route-map component "vRP2oW" + Urban straight track | Unknown route-map component "dWASSERq" |

| Unknown route-map component "vRP2BHF" + Urban station on track |

| Unknown route-map component "vRP2BHF" + Urban station on track |

| Unknown route-map component "dRP4q" + Unknown route-map component "hdSTRae~LL" | Unknown route-map component "RP4q" + Unknown route-map component "vRP2BHF" + Urban station on track + Unknown route-map component "lhvSTRae" | Unknown route-map component "dRP4q" + Unknown route-map component "hdSTRae~RR" |

| Unknown route-map component "vRP2BHF" + Urban station on track |

| Unknown route-map component "dWASSERq" | Unknown route-map component "vRP2oW" + Urban straight track | Unknown route-map component "dWASSERq" |

| Unknown route-map component "uCONTgq" + Unknown route-map component "lKRZo+L" | Unknown route-map component "vRP2BHF" + Urban station on track | Unknown route-map component "uCONTfq" + Unknown route-map component "lKRZo+R" |

| Unknown route-map component "uCONT4+l" | Unknown route-map component "uABZg+r" + Unknown route-map component "vRP2" |  |

| Unknown route-map component "vRP2BHF" + Urban station on track |

| Unknown route-map component "dRP4q" | Unknown route-map component "RP4q" + Unknown route-map component "lvKRZvo" + Unknown route-map component "vRP2" + Urban straight track | Unknown route-map component "dRP4q" |

| Unknown route-map component "dWASSERq" | Unknown route-map component "vRP2oW" + Urban straight track | Unknown route-map component "dWASSERq" |

| Unknown route-map component "vRP2BHF" + Urban station on track |

| Unknown route-map component "dWASSERq" | Unknown route-map component "vRP2oW" + Urban straight track | Unknown route-map component "dWASSERq" |

| Unknown route-map component "dRP4q" | Unknown route-map component "vRP2" + Unknown route-map component "uSKRZ-G4u" | Unknown route-map component "dRP4q" |

| Unknown route-map component "vRP2BHF" + Urban End station |

La linea C ha una lunghezza complessiva di 31,4 km ed è dotata di 14 stazioni. Nel primo tratto compreso tra il capolinea ovest di Redondo Beach e Aviation/LAX la linea si sviluppa interamente in viadotto, per poi deviare sulla mediana della Century Freeway (Interstate 105), dove continua fino al capolinea est di Norwalk.
La stazione di Harbor Freeway funge da interscambio con la linea J del Metro Busway, mentre quella di Willowbrook/Rosa Parks è posta all'incrocio con la linea A. Da Aviation/LAX partono invece le navette gratuite per l'Aeroporto Internazionale di Los Angeles.

### Servizio
La linea ha un tempo di percorrenza di 34 minuti ed è attiva tra le 3:30 e le 23:45 circa. Le frequenze sono di 10 minuti durante le ore di punta, 15 minuti nel resto della giornata e nei fine settimana, e 20 minuti durante la sera.